# Grand Rapids Gold
I Grand Rapids Gold sono una squadra di pallacanestro di Walker che milita nella NBA Development League, il campionato professionistico di sviluppo della National Basketball Association.

## Storia della franchigia
La franchigia venne creata a Anaheim con il nome di Anaheim Arsenal nel 2006, non riuscendo mai, in tre stagioni, a qualificarsi per i play-off.
Nel marzo del 2009 la squadra venne trasferita ad Springfield e assunse il nome di Springfield Armor.
Nell'aprile 2014 la squadra venne trasferita a Walker nel Michigan, cambiando nome in Grand Rapids Drive.
Nel 2021, dopo l'annuncio dell'affiliazione con i Denver Nuggets, la franchigia assume la denominazione attuale.

## Squadre NBA affiliate
I Grand Rapids Gold sono affiliati alle seguenti squadre NBA: Denver Nuggets.

## Record stagione per stagione
| Anaheim Arsenal    |                |                |     |     |      |                                  |
| 2006-07            | Western        | 4°             | 23  | 27  | 46,0 |                                  |
| 2007-08            | Western        | 4°             | 23  | 27  | 46,0 |                                  |
| 2008-09            | Western        | 6°             | 15  | 35  | 30,0 |                                  |
| Springfield Armor  |                |                |     |     |      |                                  |
| 2009-10            | Eastern        | 7°             | 7   | 43  | 14,0 |                                  |
| 2010-11            | Eastern        | 5°             | 13  | 37  | 26,0 |                                  |
| 2011-12            | Eastern        | 1°             | 29  | 21  | 58,0 | perdono 1º turno (Canton 1-2)    |
| 2012-13            | East           | 5°             | 18  | 32  | 36,0 |                                  |
| 2013-14            | East           | 3°             | 22  | 28  | 44,0 |                                  |
| Grand Rapids Drive |                |                |     |     |      |                                  |
| 2014-15            | Central        | 4°             | 23  | 27  | 46,0 |                                  |
| 2015-16            | Central        | 4°             | 21  | 29  | 42,0 |                                  |
| 2016-17            | Central        | 4°             | 26  | 24  | 52,0 |                                  |
| 2017-18            | Central        | 2°             | 29  | 21  | 58,0 | perdono 1º turno (Raptors 88-92) |
| 2018-19            | Central        | 1°             | 28  | 22  | 56,0 | perdono 1º turno (Raptors 90-91) |
| 2019-20            | Central        | 3°             | 25  | 18  | 58,1 |                                  |
| Regular season     | Regular season | Regular season | 302 | 391 | 43,6 |                                  |
| Play-off           | Play-off       | Play-off       | 1   | 4   | 20,0 |                                  |